# Ectropis paracopa
Ectropis paracopa är en fjärilsart som beskrevs av Louis Beethoven Prout 1925. Ectropis paracopa ingår i släktet Ectropis och familjen mätare. Inga underarter finns listade i Catalogue of Life.